# Parsons (Kansas)
Parsons è una città degli Stati Uniti d'America, capoluogo della contea di Labette, nello Stato del Kansas.